# Хилиби
Хилиби или Хилаби (на английски: Hillibi) е едно от основните подразделения на северноамериканското индианско племе мускоги. През 1540 г. войниците на Ернандо де Сото споменават, че посещават град наречен Илапи. Дали това е бил Хилиби не е ясно. По-късно на карти от 1733 г., 1738 г. и 1750 г. името Илапи (Илапе) се появява отново между реките Куса и Талапуса. Според устната история на хилибите, градът им е основан от хора от клона тукпафка. В близки отношения са с юфола и уакокаи. Освен главният град Хилиби са известни още 6 техни села:
- Анетечапко – на поток, вливащ се в Хилаби Крийк
- Ечусейслайга – на приток на Хилаби Крийк
- Киткопатаки – неизвестно местоположение
- Ланучиабала – на северозападния приток на Хилаби Крийк
- Малко Хилиби – неизвестно местоположение
- Октахасаси